# النقاقشة (البدور الشمالية)
النقاقشة هو دُوَّار يقع بجماعة سيدي اليماني، عمالة طنجة أصيلة، جهة طنجة تطوان الحسيمة في المملكة المغربية. ينتمي الدوّار لمشيخة البدور الشمالية التي تضم 6 دواوير. يقدر عدد سكانه بـ 771 نسمة حسب الإحصاء الرسمي للسكان والسكنى لسنة 2004.

## روابط خارجية
- البوابة الوطنية للجماعات الترابية
- المندوبية السامية للتخطيط